# Dasiür de bandes amples
El dasiür de bandes amples (Murexia rothschildi) és una espècie de marsupial de la família dels dasiúrids. És endèmic de Papua Nova Guinea. El seu hàbitat natural són els boscos secs tropicals o subtropicals. Fou anomenat en honor del banquer i zoòleg britànic Lionel Walter Rothschild.
Anteriorment era classificat com a única espècie del gènere Paramurexia.